# Tennessee Coal, Iron and Railroad Company
O Tennessee Coal, Iron and Railroad Company (1852–1952), também conhecida como TCI e Tennessee Company, é um dos maiores produtores americanos de mineração de carvão e ferro, e também operava ferrovias.